# أسرار المدينة (مسلسل)
أسرار المدينة مسلسل درامي سوري تمثيل مجموعة من الممثلين السوريين ومنهم باسل خياط وديما بياعة وخالد تاجا ووائل رمضان ومها المصري وبسام لطفي والممثلة اللبنانية ماغي بو غصن وغيرهم.

## القصة
يتحدث المسلسل عن شاب يعيش مع عائلته الفقيرة، ويتعرف على بنت وتنشأ بينهما قصة حب. أبطال المسلسل باسل خياط بدور عامر، ديما بياعة بدور غادة. تتصارع الأحداث بصورة مشوقة جدا لتكون نهايته في الحلقة 25 مآساوية حيث يتعرض البطل لحادث مدبر ليتشوه وجهه وجسمه.. ليعيش أبد حياته مع هذه التشوهات.. وعلى أثرها يرفض إكمال لعب دور البطل في قصة حبه مع غادة..

## معلومات
- إنتاج عام 2000م
- تأليف: حسن سامي يوسف
- إخراج: هشام شربتجي

بطولة:
- أمل عرفة
- منى واصف
- عبد الهادي صباغ
- خالد تاجا
- مها المصري
- ديما بياعة
- باسل خياط